# Sammir
Jorge Sammir Cruz Campos, noto semplicemente come Sammir (Itabuna, 23 aprile 1987), è un ex calciatore brasiliano naturalizzato croato, di ruolo centrocampista.

## Biografia

### Club
Nel 2007 ha acquisito la cittadinanza croata.
Nell'agosto 2012 è stato multato dalla Dinamo Zagabria con 270.000 euro dopo aver trascorso la vigilia di una partita di Champions League in un night club. Dopo 8 anni in Croazia, viene acquistato dagli spagnoli del Getafe.
Solo dopo una stagione con il Getafe, viene acquistato dai cinesi del Jiangsu Suning, per 5 milioni di euro.
Il 3 settembre 2019 fa ritorno in Croazia accasandosi alla Lokomotiva Zagabria.

### Nazionale
Con la nazionale croata è stato convocato ai Mondiali 2014, al termine dei quali esce dal giro della nazionale.

## Statistiche

### Presenze e reti nei club
Statistiche aggiornate al 28 ottobre 2017.
| Stagione        | Squadra         | Campionato      | Campionato | Campionato | Coppe nazionali | Coppe nazionali | Coppe nazionali | Coppe continentali | Coppe continentali | Coppe continentali | Altre coppe | Altre coppe | Altre coppe | Totale | Totale |
| Stagione        | Squadra         | Comp            | Pres       | Reti       | Comp            | Pres            | Reti            | Comp               | Pres               | Reti               | Comp        | Pres        | Reti        | Pres   | Reti   |
| --------------- | --------------- | --------------- | ---------- | ---------- | --------------- | --------------- | --------------- | ------------------ | ------------------ | ------------------ | ----------- | ----------- | ----------- | ------ | ------ |
| gen.-giu. 2017  | Dinamo Zagabria | 1. HNL          | 12         | 1          | CC              | 2               | 0               | UCL                | -                  | -                  | -           | -           | -           | 14     | 1      |
| 2017            | Wuhan Zall      | CL1             | 13         | 2          | CC              | 0               | 0               | -                  | -                  | -                  | -           | -           | -           | 13     | 2      |
| Totale carriera | Totale carriera | Totale carriera | 25         | 3          |                 | 2               | 0               |                    | -                  | -                  |             | -           | -           | 27     | 3      |

### Cronologia presenze e reti in Nazionale
| Cronologia completa delle presenze e delle reti in nazionale ― Croazia | Cronologia completa delle presenze e delle reti in nazionale ― Croazia | Cronologia completa delle presenze e delle reti in nazionale ― Croazia | Cronologia completa delle presenze e delle reti in nazionale ― Croazia | Cronologia completa delle presenze e delle reti in nazionale ― Croazia | Cronologia completa delle presenze e delle reti in nazionale ― Croazia | Cronologia completa delle presenze e delle reti in nazionale ― Croazia | Cronologia completa delle presenze e delle reti in nazionale ― Croazia |
| Data                                                                   | Città                                                                  | In casa                                                                | Risultato                                                              | Ospiti                                                                 | Competizione                                                           | Reti                                                                   | Note                                                                   |
| ---------------------------------------------------------------------- | ---------------------------------------------------------------------- | ---------------------------------------------------------------------- | ---------------------------------------------------------------------- | ---------------------------------------------------------------------- | ---------------------------------------------------------------------- | ---------------------------------------------------------------------- | ---------------------------------------------------------------------- |
| 12-10-2012                                                             | Skopje                                                                 | Macedonia                                                              | 1 – 2                                                                  | Croazia                                                                | Qual. Mondiali 2014                                                    | -                                                                      | 64’                                                                    |
| 6-2-2013                                                               | Londra                                                                 | Croazia                                                                | 4 – 0                                                                  | Corea del Sud                                                          | Amichevole                                                             | -                                                                      | 58’                                                                    |
| 26-3-2013                                                              | Swansea                                                                | Galles                                                                 | 1 – 2                                                                  | Croazia                                                                | Qual. Mondiali 2014                                                    | -                                                                      | 61’                                                                    |
| 7-6-2013                                                               | Zagabria                                                               | Croazia                                                                | 0 – 1                                                                  | Scozia                                                                 | Qual. Mondiali 2014                                                    | -                                                                      |                                                                        |
| 31-5-2014                                                              | Osijek                                                                 | Croazia                                                                | 2 – 1                                                                  | Mali                                                                   | Amichevole                                                             | -                                                                      | 60’                                                                    |
| 7-6-2014                                                               | Salvador de Bahia                                                      | Croazia                                                                | 1 – 0                                                                  | Australia                                                              | Amichevole                                                             | -                                                                      | 60’                                                                    |
| 18-6-2014                                                              | Manaus                                                                 | Camerun                                                                | 0 – 4                                                                  | Croazia                                                                | Mondiali 2014 - 1º turno                                               | -                                                                      | 72’                                                                    |
| Totale                                                                 |                                                                        | Presenze                                                               | 7                                                                      |                                                                        | Reti                                                                   | 0                                                                      |                                                                        |

## Palmarès

### Club

#### Competizioni nazionali
- Campionato croato: 6

Dinamo Zagabria: 2006-2007, 2007-2008, 2008-2009, 2009-2010, 2010-2011, 2011-2012
- Coppa di Croazia: 5

Dinamo Zagabria: 2006-2007, 2007-2008, 2008-2009, 2010-2011, 2011-2012
- Supercoppa di Croazia: 1

Dinamo Zagabria: 2010
- Coppa della Cina: 1

Jiangsu Suning: 2015